# Бакур Гулуа
Гулуа Бакур Давидович (груз. ბაკურ გულუა; нар. 1946, с. Лжуміті, Грузинська РСР, СРСР) — грузинський політичний і державний діяч, в. о. прем'єр-міністра Грузії у жовтні — грудні 1995 року.

## Життєпис
Народився 1946 року в селі Лжуміті Чхороцкуйського району. Закінчив будівельний факультет Грузинський політехнічний інститут, а пізніше — Академію суспільних наук за фахом «управління соціально-економічними процесами».
У 1965–1966 роках обіймав посаду начальника Бюро технічної інвентаризації. 1973 року, після закінчення аспірантури при Грузинському політехнічному інституті, був призначений на пост першого секретаря Зугдідського міського комітету Компартії Грузії.
Після здобуття Грузією незалежності продовжував займатись політичною діяльністю. Упродовж жовтня — грудня 1995 року виконував обов'язки глави уряду. Після цього до 2001 року обіймав посаду міністра сільського господарства та продовольства Грузії.